# Inline-Alpin-Weltcup 2010
Der Inline-Alpin-Weltcup 2010 wurde vom 6. Juni bis 5. September 2010 ausgetragen. Der Weltcup ist der Nachfolger vom Europacup.

## Änderung 2010
Der Rennkalender umfasste fünf Weltcuporte in Europa. Aus dem ehemaligen Europacup wurden die Orte Genua (Italien), Turnov (Tschechien) und Oedheim-Degmarn (Deutschland) übernommen. Neu in den Rennkalender hinzugekommen sind Jirkov (Tschechien) und Iserlohn-Dröschede (Deutschland). Es gab kein Streichergebnis.

## Austragungsorte
Genua:
- 6. Juni 2010

 Jirkov:
- 27. Juni 2010

 Oedheim-Degmarn:
- 4. Juli 2010

 Turnov:
- 29. August 2010

 Iserlohn-Dröschede:
- 5. September 2010

## Teilnehmer
| Europa (6 Länder)                  | Europa (6 Länder)                 | Europa (6 Länder) |
| ---------------------------------- | --------------------------------- | ----------------- |
| - Deutschland - Italien - Lettland | - Schweiz - Slowakei - Tschechien |                   |
| Asien (1 Land)                     |                                   |                   |
| - Japan                            |                                   |                   |

## Weltcup-Übersicht

### Frauen
| 1. Weltcup in Genua, 6. Juni 2010 | 1. Weltcup in Genua, 6. Juni 2010 | 1. Weltcup in Genua, 6. Juni 2010 | 1. Weltcup in Genua, 6. Juni 2010 | 1. Weltcup in Genua, 6. Juni 2010 |
| --------------------------------- | --------------------------------- | --------------------------------- | --------------------------------- | --------------------------------- |
| Datum                             | Disziplin                         | Erster Platz                      | Zweiter Platz                     | Dritter Platz                     |
| 6. Juni 2010 (So.)                | Slalom                            | Julia Grüning (GER)               | Claudia Wittmann (GER)            | Jana Börsig (GER)                 |

| 2. Weltcup in Jirkov, 27. Juni 2010 | 2. Weltcup in Jirkov, 27. Juni 2010 | 2. Weltcup in Jirkov, 27. Juni 2010 | 2. Weltcup in Jirkov, 27. Juni 2010 | 2. Weltcup in Jirkov, 27. Juni 2010 |
| ----------------------------------- | ----------------------------------- | ----------------------------------- | ----------------------------------- | ----------------------------------- |
| Datum                               | Disziplin                           | Erster Platz                        | Zweiter Platz                       | Dritter Platz                       |
| 27. Juni 2010 (So.)                 | Slalom                              | Claudia Wittmann (GER)              | Ann-Kathrin Stolz (GER)             | Julia Grüning (GER)                 |

| 3. Weltcup in Degmarn, 4. Juli 2010 | 3. Weltcup in Degmarn, 4. Juli 2010 | 3. Weltcup in Degmarn, 4. Juli 2010 | 3. Weltcup in Degmarn, 4. Juli 2010 | 3. Weltcup in Degmarn, 4. Juli 2010 |
| ----------------------------------- | ----------------------------------- | ----------------------------------- | ----------------------------------- | ----------------------------------- |
| Datum                               | Disziplin                           | Erster Platz                        | Zweiter Platz                       | Dritter Platz                       |
| 4. Juli 2010 (So.)                  | Slalom                              | Claudia Wittmann (GER)              | Julia Grüning (GER)                 | Raphaela Schrader (GER)             |

| 4. Weltcup in Turnov, 29. August 2010 | 4. Weltcup in Turnov, 29. August 2010 | 4. Weltcup in Turnov, 29. August 2010 | 4. Weltcup in Turnov, 29. August 2010 | 4. Weltcup in Turnov, 29. August 2010 |
| ------------------------------------- | ------------------------------------- | ------------------------------------- | ------------------------------------- | ------------------------------------- |
| Datum                                 | Disziplin                             | Erster Platz                          | Zweiter Platz                         | Dritter Platz                         |
| 29. August 2010 (So.)                 | Slalom                                | Claudia Wittmann (GER)                | Jana Börsig (GER)                     | Julia Grüning (GER)                   |

| 5. Weltcup in Iserlohn, 5. September 2010 | 5. Weltcup in Iserlohn, 5. September 2010 | 5. Weltcup in Iserlohn, 5. September 2010 | 5. Weltcup in Iserlohn, 5. September 2010 | 5. Weltcup in Iserlohn, 5. September 2010 |
| ----------------------------------------- | ----------------------------------------- | ----------------------------------------- | ----------------------------------------- | ----------------------------------------- |
| Datum                                     | Disziplin                                 | Erster Platz                              | Zweiter Platz                             | Dritter Platz                             |
| 5. September 2010 (So.)                   | Slalom                                    | Ann-Kathrin Stolz (GER)                   | Ann Krystina Wanzke (GER)                 | Julia Grüning (GER)                       |

### Wertungen
| Rang | Name                       | Punkte |
| ---- | -------------------------- | ------ |
| 01.  | Claudia Wittmann (GER)     | 425    |
| 02.  | Julia Grüning (GER)        | 360    |
| 03.  | Ann-Kathrin Stolz (GER)    | 322    |
| 04.  | Ann Krystina Wanzke (GER)  | 261    |
| 05.  | Jana Börsig (GER)          | 220    |
| 06.  | Susanne Weber (GER)        | 172    |
| 07.  | Alessandra Veit (GER)      | 161    |
| 08.  | Raphaela Schrader (GER)    | 146    |
| 09.  | Lisa Wölffing (GER)        | 141    |
| 10.  | Gabriela Kudelaskova (CZE) | 129    |
| 11.  | Manuela Schmohl (GER)      | 125    |
| 12.  | Franziska Ries (GER)       | 100    |
| 13.  | Mira Börsig (GER)          | 094    |
| 14.  | Barbora Procházková (CZE)  | 089    |
| 15.  | Theresa Meyer (GER)        | 087    |
| 16.  | Ann-Kathrin Wolber (GER)   | 081    |

| Rang | Name                      | Punkte |
| ---- | ------------------------- | ------ |
| 17.  | Madara Meldere (LAT)      | 061    |
| 18.  | Kira Bosch (GER)          | 058    |
| 19.  | Martina Kellnerova (CZE)  | 049    |
| 20.  | Katharina Hoffmann (GER)  | 048    |
| 21.  | Maria Vogl (GER)          | 045    |
| 22.  | Lisa Fritz (GER)          | 039    |
| 23.  | Lisa Marie Bergfeld (GER) | 028    |
| 24.  | Anita Englmeier (GER)     | 027    |
|      | Viktorie Vachalova (CZE)  | 027    |
| 26.  | Christina Kraus (GER)     | 026    |
| 27.  | Mona Mickenhagen (GER)    | 022    |
| 28.  | Klara Vargova (CZE)       | 020    |
| 29.  | Lenka Kesela (SVK)        | 019    |
|      | Eva Pospisilova (CZE)     | 019    |
| 31.  | Martina Sulcova (CZE)     | 014    |
| 32.  | Leonie Gökeler (GER)      | 013    |

| Rang | Name                   | Punkte |
| ---- | ---------------------- | ------ |
|      | Marina Seitz (GER)     | 013    |
| 34.  | Alzbeta Mokra (CZE)    | 012    |
| 35.  | Julia Bobinger (GER)   | 011    |
| 36.  | Magdalena Gruber (GER) | 09     |
|      | Nina Heinrich (GER)    | 09     |
|      | Pia Nuber (GER)        | 09     |
| 39.  | Ulrike Bertsch (GER)   | 08     |
|      | Kathrin Hausler (GER)  | 08     |
| 41.  | Daniela Kaiser (SUI)   | 07     |
|      | Tiziana Ornaghi (ITA)  | 07     |
| 43.  | Sophia Kraushaar (GER) | 06     |
|      | Ieva Meldere (LAT)     | 06     |
| 45.  | Lara Kögel (GER)       | 02     |
|      | Barbora Sovova (CZE)   | 02     |

## Weltcup-Übersicht

### Männer
| 1. Weltcup in Genua, 6. Juni 2010 | 1. Weltcup in Genua, 6. Juni 2010 | 1. Weltcup in Genua, 6. Juni 2010 | 1. Weltcup in Genua, 6. Juni 2010 | 1. Weltcup in Genua, 6. Juni 2010 |
| --------------------------------- | --------------------------------- | --------------------------------- | --------------------------------- | --------------------------------- |
| Datum                             | Disziplin                         | Erster Platz                      | Zweiter Platz                     | Dritter Platz                     |
| 6. Juni 2010 (So.)                | Slalom                            | Sebastian Gruber (GER)            | Benedikt Heudorfer-Merz (GER)     | Reto Walz (GER)                   |

| 2. Weltcup in Jirkov, 27. Juni 2010 | 2. Weltcup in Jirkov, 27. Juni 2010 | 2. Weltcup in Jirkov, 27. Juni 2010 | 2. Weltcup in Jirkov, 27. Juni 2010 | 2. Weltcup in Jirkov, 27. Juni 2010 |
| ----------------------------------- | ----------------------------------- | ----------------------------------- | ----------------------------------- | ----------------------------------- |
| Datum                               | Disziplin                           | Erster Platz                        | Zweiter Platz                       | Dritter Platz                       |
| 27. Juni 2010 (So.)                 | Slalom                              | Sebastian Gruber (GER)              | Ricco Walz (GER)                    | Benedikt Heudorfer-Merz (GER)       |

| 3. Weltcup in Degmarn, 4. Juli 2010 | 3. Weltcup in Degmarn, 4. Juli 2010 | 3. Weltcup in Degmarn, 4. Juli 2010 | 3. Weltcup in Degmarn, 4. Juli 2010 | 3. Weltcup in Degmarn, 4. Juli 2010 |
| ----------------------------------- | ----------------------------------- | ----------------------------------- | ----------------------------------- | ----------------------------------- |
| Datum                               | Disziplin                           | Erster Platz                        | Zweiter Platz                       | Dritter Platz                       |
| 4. Juli 2010 (So.)                  | Slalom                              | Marco Walz (GER)                    | Manuel Gauch (GER)                  | Sebastian Gruber (GER)              |

| 4. Weltcup in Turnov, 29. August 2010 | 4. Weltcup in Turnov, 29. August 2010 | 4. Weltcup in Turnov, 29. August 2010 | 4. Weltcup in Turnov, 29. August 2010 | 4. Weltcup in Turnov, 29. August 2010 |
| ------------------------------------- | ------------------------------------- | ------------------------------------- | ------------------------------------- | ------------------------------------- |
| Datum                                 | Disziplin                             | Erster Platz                          | Zweiter Platz                         | Dritter Platz                         |
| 29. August 2010 (So.)                 | Slalom                                | Mathias Mertens (GER)                 | Manuel Gauch (GER)                    | Ricco Walz (GER)                      |

| 5. Weltcup in Iserlohn, 5. September 2010 | 5. Weltcup in Iserlohn, 5. September 2010 | 5. Weltcup in Iserlohn, 5. September 2010 | 5. Weltcup in Iserlohn, 5. September 2010 | 5. Weltcup in Iserlohn, 5. September 2010 |
| ----------------------------------------- | ----------------------------------------- | ----------------------------------------- | ----------------------------------------- | ----------------------------------------- |
| Datum                                     | Disziplin                                 | Erster Platz                              | Zweiter Platz                             | Dritter Platz                             |
| 5. September 2010 (So.)                   | Slalom                                    | Franz-Josef Meyer (GER)                   | Sebastian Gruber (GER)                    | Manuel Zörlein (GER)                      |

### Wertungen
| Rang | Name                          | Punkte |
| ---- | ----------------------------- | ------ |
| 01.  | Sebastian Gruber (GER)        | 340    |
| 02.  | Marco Walz (GER)              | 259    |
| 03.  | Benedikt Heudorfer-Merz (GER) | 236    |
| 04.  | Manuel Gauch (GER)            | 220    |
|      | Manuel Zörlein (GER)          | 220    |
| 06.  | Reto Walz (GER)               | 218    |
| 07.  | Ricco Walz (GER)              | 210    |
| 08.  | Franz-Josef Meyer (GER)       | 209    |
| 09.  | Mathias Mertens (GER)         | 122    |
|      | Sebastian Schwab (GER)        | 122    |
| 11.  | Patrick Beha (GER)            | 116    |
| 12.  | Philipp Steiger (GER)         | 109    |
| 13.  | Christoph Eder (GER)          | 088    |
| 14.  | Petr Brandtner (CZE)          | 077    |
| 15.  | Sebastian Weber (GER)         | 071    |
| 16.  | Andreas Hilble (GER)          | 067    |
| 17.  | Jörg Bertsch (GER)            | 055    |
| 18.  | Maximilian Merz (GER)         | 051    |

| Rang | Name                   | Punkte |
| ---- | ---------------------- | ------ |
| 19.  | Kai Mehlstäubl (GER)   | 050    |
| 20.  | David Kaderavek (GER)  | 049    |
| 21.  | Adrian Griesser (GER)  | 046    |
| 22.  | Jan Möller (CZE)       | 038    |
|      | Miks Zvejnieks (LAT)   | 038    |
| 24.  | Philipp Schädler (GER) | 034    |
| 25.  | Vojta Prsala (CZE)     | 032    |
| 26.  | Marco Melzi (ITA)      | 029    |
|      | Sven Wiesler (GER)     | 029    |
| 28.  | Markus Weigl (GER)     | 028    |
| 29.  | Moritz Doms (GER)      | 026    |
|      | Sigi Zistler (GER)     | 026    |
| 31.  | Lorenzo Rovelli (ITA)  | 023    |
| 32.  | Dusan Ambros (CZE)     | 021    |
|      | Lukas Bleicher (CZE)   | 021    |
| 34.  | Jona Zimmermann (GER)  | 016    |
| 35.  | Miroslav Janda (CZE)   | 015    |
| 36.  | Yannik Vorwalder (GER) | 014    |

| Rang | Name                        | Punkte |
| ---- | --------------------------- | ------ |
|      | Dominicus Wiedenmayer (GER) | 014    |
|      | Kristaps Zvejnieks (LAT)    | 014    |
| 39.  | Philipp Jung (GER)          | 013    |
| 40.  | Michael Hofbauer (GER)      | 012    |
| 41.  | Steven Killer (GER)         | 011    |
|      | Michael Merz (GER)          | 011    |
|      | Jan Zabystřan (CZE)         | 011    |
| 44.  | Alexandr Adam (CZE)         | 08     |
|      | Johannes Bosch (GER)        | 08     |
|      | Lutz Bronner (GER)          | 08     |
| 47.  | Takanobu Yoshihara (JPN)    | 06     |
| 48.  | Mario Hanselmann (GER)      | 05     |
| 49.  | Johannes Silberbauer (GER)  | 04     |
|      | David Syrotiuk (CZE)        | 04     |
| 51.  | Max Schleger (GER)          | 02     |
| 52.  | Jindrich Novak (CZE)        | 01     |
|      | Carsten Wiesler (GER)       | 01     |